# João Pereira Darrigue de Faro
João Pereira Darrigue de Faro, segundo barão e primeiro visconde com grandeza do Rio Bonito, (Rio de Janeiro, 9 de julho de 1803 – Rio de Janeiro, 11 de novembro de 1856) foi um fazendeiro, oficial da Guarda Nacional e político brasileiro. Foi presidente da província do Rio de Janeiro e do Banco do Brasil.

## Família e educação
Era filho de Ana Rita Darrigue e do negociante português Joaquim José Pereira de Faro que, além de primeiro visconde do Rio Bonito, reuniu uma boa fortuna como comerciante e fazendeiro. Nasceu em 9 de julho de 1803 e recebeu instrução comum. Posteriormente, realizou curso denominado "Aula do Comércio", pois pretendia seguir os passos do pai. Quando Joaquim morreu, herdou do pai fazendas de café no município de Valença.

## Carreira

Armas do visconde com grandeza do Rio Bonito

Faro integrou a Guarda Nacional, criada pelo imperador Dom Pedro I. Iniciou na instituição no posto de alferes, chegando a major. Em 1826, acompanhou Dom Pedro em sua viagem para a Bahia. Foi agraciado pelo imperador com as ordens do Cruzeiro, de Cristo e da Rosa.
Vice-presidente da província do Rio de Janeiro quatro vezes, chegou a exercer a presidência interina no período de 2 de maio de 1854 a 13 de setembro do mesmo ano, em substituição a Luís Antônio Barbosa.
Também foi eleito como deputado da mesma província e vereador.
Como proprietário de terras, influiu na região de Ipiabas, participando da construção da antiga capela de Nossa Senhora da Piedade de Ipiabas, além de participar da comissão encarregada da Estrada de Ferro Dom Pedro II.
No Paço Imperial, foi veador da Imperatriz Dona Teresa Cristina e guarda-roupa do Imperador. Seu filho, homônimo do pai, foi um dos empresários que muito lutaram para a criação da Estrada de Ferro Santa Isabel, a conhecida linha da Barra que ia de Barra do Piraí a Santa Isabel do Rio Preto.
De 3 de abril a 9 de setembro de 1855, foi presidente do Banco do Brasil.